# Cuentos de barro
Cuentos de Barro es una serie de relatos del autor salvadoreño Salvador Salazar Arrué —más conocido como Salarrué— (1899-1975). Publicado por primera vez en 1933 en El Salvador por la editorial La Montaña, el volumen recoge treinta y tres cuentos, algunos de los cuales el autor escribió para distintos periódicos durante los últimos años de la década de los veinte y principio de los treinta. En la primera edición de la obra se incluían grabados del pintor José Mejía Vides; estos han seguido apareciendo en las ediciones posteriores.  
Los relatos que conforman Cuentos de barro, la primera obra literaria de Salarrué, se centran en la población rural del El Salvador, su vulnerabilidad, su superstición o la brutalidad que rige sus vidas. En su escritura, el autor refleja el habla local propia de los campesinos de El Salvador. Por la incomprensión que este léxico pudiera despertar en un lector no salvadoreño, Salarrué añadió a sus cuentos un vocabulario en el que se define cada una de las voces locales utilizadas en los cuentos.  
Es la continuación y culminación de la síntesis entre el lenguaje literario culto y el habla popular iniciada por Arturo Ambrogi. Sus Cuentos de barro, que podría considerarse el libro salvadoreño más publicado y leído, tienen interés por ser una de las expresiones literarias más logradas en la utilización del habla popular

## Estilo
En Cuentos de barro Salarrué rompe con los preceptos del realismo decimonónico y rehúye del psicologismo vigente en la narrativa de su época. Sus cuentos se caracterizan por la aparente simpleza de sus tramas, el lirismo de sus descripciones y la inclusión del modo de hablar del indio rural y el protagonismo de la naturaleza.
La composición barroca se observa en el desequilibrio que hay entre las partes narrativas y descriptivas: reduce las tramas humanas a unas pocas líneas mientras que se explaya en la descripción de los paisajes. Narra los acontecimientos de manera muy breve, tanto que podrían pasar desapercibidos entre la exuberante naturaleza, si no fuera por la dureza de lo que cuenta. En sus tramas la elipsis tiene un papel fundamental. Salarrué, a comienzos de los años 30, fue uno de los primeros dentro de la literatura hispanoamericana de inicios del siglo XX en utilizar este recurso, lo que supuso una innovación artística de gran calado. 
El lirismo de sus descripciones choca con el modo de hablar de sus personajes, los indios rurales que conforman la clase más baja de la sociedad de su país, un modo de hablar que, en principio, no tendría lugar en una obra literaria, pero que Salarrué sabe integrar magistralmente dentro del discurso literario sin caer en ningún momento en el costumbrismo de arquetipos.
El narrador de los cuentos se distancia conscientemente de los personajes, eliminando la habitual jerarquía entre la naturaleza y los seres humanos. Dentro de sus cuentos la naturaleza y el entorno alcanzan una identidad propia y los pone al mismo nivel que sus personajes. De este modo los humanos no son algo ajeno a la naturaleza, ni están por encima, sino que forman parte de ella y están sometidos a sus mismas reglas.

En «Tranquera», el primero de los textos que integran Cuentos de barro, el propio Salarrué explica así su propio estilo literario: 
Como el alfarero de Ilobasco modela sus muñecos de barro, sus viejos de cabeza temblona, sus jarritos, sus molenderas, sus gallos de pitiyo, sus chivos patas de clavo, sus indios cacaxteros y, en fin, sus batidores panzudos; así, con las manos untadas de realismo, con toscas manotadas y uno que otro sobón rítmico, he modelado mis Cuentos de barro. Después de la hornada, los más rebeldes salieron con pedazos un tanto crudos; uno que otro se descantilló; este salió medio rajado y aquel boliado dialtiro; dos o tres se hicieron chingastes. Pobrecitos mis Cuentos de barro… Nada son entre los miles de cuentos bellos que brotan día a día; por no estar hechos en torno, van deformes, toscos, viciados, porque ¿qué saben los nervios de línea pura, de curva armónica? ¿Qué sabe el rojizo tinte de la tierra quemada de lacas y barnices? Y el palito rayador ¿qué sabe de las habilidades del buril? Pero del barro del alma están hechos, y donde se sacó el material un hoyito queda, que los inviernos interiores han llenado de melancolía. Un vacío queda allí donde arrancamos para dar, y ese vacío sangra satisfacción y buena voluntad.

## Vocabulario
Una de las particularidades de Cuentos de barro es su lenguaje experimental. Salarrué trata de imitar el habla popular salvadoreña y para ello reproduce gráficamente la fonética de las palabras. Tanto el léxico como la reproducción del habla rural generan extrañeza en el lector, que el autor trata de solventar a través de un Vocabulario al final de la obra. El Vocabulario es un glosario de aproximadamente seiscientas palabras que el autor consideraba propias de la población rural y con las que el lector no tenía por qué estar familiarizado. Es una herramienta que pone de manifiesto el valor de la lengua coloquial. El Vocabulario cuenta con dos entradas dedicadas a la aclaración de fenómenos fonéticos: 
[J] Nota. La j es muy a menudo usada, en la prosodia del campesino salvadoreño, en lugar de la f y de la h: jlores por flores, jierro por fierro, esta última forma arcaica —pero corriente— de hierro.
[Sh] Nota. Esta letra, inexistente en castellano, y que algunos representan por x, se pronuncia como sh inglesa, o ch francesa.
Algunas de las ediciones como la de Libros de la ballena cuentan con un aparato de notas a pie de página que facilita aún más la lectura. 

## Los cuentos
A los treinta y cuatro relatos que integran Cuentos de barro le precede «Tranquera» un prefacio a modo de poética.
| Cuentos de barro    | Cuentos de barro |
| ------------------- | --- |
| «Tranquera»         | Introducción a modo de poética en la que el autor compara su literatura con la alfarería.                                       |
| «La botija»         | Un perezoso campesino se obsesiona con la idea de encontrar un tesoro entre la tierra que labra.                                |
| «La honra»          | Un niño busca la «honra perdida» de su hermana como si de un objeto se tratase.                                                 |
| «Semos malos»       | Unos bandidos tratan de asaltar a un padre y un hijo que andan de viaje.                                                        |
| «La casa embrujada» | Todo un pueblo cree que cierta casa está embrujada. El cura tratará de persuadirlos.                                            |
| «De pesca»          | Dos hermanos van de pesca con su perro. Se encontrarán un tiburón que pondrá en peligro la estabilidad de su barca.             |
| «Bajo la luna»      | Un oficial detiene a unos fabricantes clandestinos de aguardiente. Uno de ellos le resultará familiar.                          |
| «El sacristán»      | Un devoto sacristán está limpiando el altar de su santo cuando oye gritos fuera de la iglesia.                                  |
| «La brusquita»      | Polo rescata a una muchacha de la calle. No la comprende cuando ella el explica que es una brusca.                              |
| «Noche buena»       | Dos niños pobres van a buscar los juguetes que repartirá el cura después de la Misa del gallo.                                  |
| «Bruma»             | Dos amigos van de pesca. Uno de ellos se cae del bote y arrastra al otro con él.                                                |
| «Esencia de "azar"» | Una anciana necesita esencia de azar para curar sus dolores y envía a una niña a buscarla.                                      |
| «En la línea»       | Un vigilante de la estación de tren descubre que tiene que dejar atrás el pequeño mundo que ha creado alrededor de su estación. |
| «El Contagio»       | Un padre se da cuenta de que su hija ya es mayor mientras recogen frutos.                                                       |
| «El entierro»       | Diferentes habitantes de un pueblo se van encontrando de camino a un funeral.                                                   |
| «Hasta el cacho»    | Después de escuchar una confesión de un moribundo, un padre verá transformada la relación que tiene con su hijo.                |
| «La petaca»         | Una muchacha se somete a una operación para quitarse la chepa y termina embarazada, para disgusto de su familia.                |
| «La Ziguanaba»      | Dos pescadores escuchan sonidos extraños y temen que sean obra de un espíritu.                                                  |
| «Virgen de Ludres»  | Una mujer le reza a la virgen por la salud de unos seres queridos.                                                              |
| «Serrín de cedro»   | Un carpintero pasa sus días en la cárcel en el taller, trabajando la madera que le recuerda a su vida anterior.                 |
| «El viento»         | Un ciego grita el nombre de su perro al viento, que se marcha arrastrando su correa.                                            |
| «La Estrellemar»    | Dos pescadores se enfrentan para decidir quién se queda la estrella de mar que han encontrado.                                  |
| «La brasa»          | En lo alto de un volcán, un carbonero se plantea si quiere seguir con su trabajo.                                               |
| «El padre»          | El pueblo descubre uno de los secretos más oscuros del cura.                                                                    |
| «La repunta»        | Una niña que va a buscar agua se enfrenta a la crecida del río.                                                                 |
| «El circo»          | Dos niños observan escondidos y por un agujero el circo que acaba de llegar a su pueblo.                                        |
| «La respuesta»      | El pueblo saca en procesión a san Isidro para conseguir que vuelvan las lluvias.                                                |
| «La chichera»       | Unos militares buscan una fábrica clandestina de alcohol.                                                                       |
| «El maishtro»       | Un maestro busca la ayuda de su vecina para entender por qué sus flores se están muriendo.                                      |
| «De caza»           | Un viejo y un joven están intercambiando sus animales cuando oyen un disparo.                                                   |
| «La tinaja»         | Una mujer reprocha entre lágrimas a su amante, un hombre casado, haberla malogrado.                                             |
| «El mistiricuco»    | Dos amigos encuentran un búho, que, supuestamente, es señal de buena suerte.                                                    |
| «El brujo»          | Dos hermanos acuden a un brujo para que les ayude a conquistar a dos muchachas.                                                 |
| «El negro»          | Un muchacho que era objeto de burlas aprende a tocar la flauta y despierta la envidia en su maestro.                            |

## Ediciones
Salarrué, Cuentos de barro, San Salvador, La Montaña, 1933. 
____, Santiago, Nascimiento, 1943.
____, San Salvador, Dirección General de Publicaciones, 1967.
____, San José, Editorial Universitaria Centroamericana, 1970
____, San José, Educa, 1994.
____, San Salvador, Legado, 2000.
____, Madrid, Libros de la Ballena, 2020.